# نستور کاربایو
نستور کاربایو (اسپانیایی: Néstor Carballo‎; ۳ فوریهٔ ۱۹۲۹ – ۲۲ سپتامبر ۱۹۸۱) بازیکن فوتبال اهل اروگوئه بود.
از باشگاه‌هایی که در آن بازی کرده‌است می‌توان به باشگاه فوتبال ناسیونال و باشگاه فوتبال دانوبیو اشاره کرد.
وی همچنین در تیم ملی فوتبال اروگوئه بازی کرده‌است.